# Morolimumab
Il morolimumab è un anticorpo monoclonale che agisce contro il fattore Rh degli esseri umani.
Esso è un farmaco sperimentale che mira al bersaglio RHD, coinvolto nella funzione eritrocitaria e piastrinica; potrebbe avere implicazioni future nel migliorare la sopravvivenza nei pazienti con scompenso cardiaco sottoposti a CRT.